# Annepona mariae
Annepona mariae is een slakkensoort uit de familie van de Cypraeidae. De wetenschappelijke naam van de soort is voor het eerst geldig gepubliceerd in 1927 door Schilder.